# پراکاش آمریتراژ
 پراکاش آمریتراژ (انگلیسی: Prakash Amritraj؛ زاده ۲ اکتبر ۱۹۸۳) یک تنیس‌باز اهل هند است.